# کوه سمبله
کوه سمبله (سنبله) شکل تغییر یافته نام قدیمی "زومّه داغ"zümmə dag (زومّه یا لومّه در ترکی به معنی مخروط است) با ارتفاع ۲۳۰۰ متر در شمال شهر زنجان قرار دارد. 
این کوه به دلیل ارتفاع و مسیر دسترسی مناسبش یکی از پراقبال‌ترین کوه‌ها و مناطق کوهنوردی زنجان است. و حتی اگر وسط هفته هم به این کوه سر بزنید حتماً عده‌ای کوه‌رو را خواهید یافت که در دامان این کوه به آرامی در حال بالا رفتن هستند یا کوهنوردانی را خواهید دید که برای تمرین به آنجا آمده‌اند. این کوه در شمال مشرف به سد گاوازنگ قرار دارد. در زمستان ۸۵ به یاد کوهنورد فقید ابوالفضل زمانی در دامنه آن یادبودی نصب شده‌است.
مسیر کوتاه سنگنوردی "سه رول" که در سال ۱۳۸۲ گشایش شده در دامنه جنوبی این کوه قرار دارد.